# 4782 Gembloux
4782 Gembloux este un asteroid din centura principală, descoperit pe 14 octombrie 1980 de Henri Debehogne și Léo Houziaux.